# Niklas Henning
Niklas Eric Henning (* 6. März 1964 in Stockholm) ist ein ehemaliger schwedischer Skirennläufer. Er war auf die Disziplinen Abfahrt und Super-G spezialisiert.

## Biografie
Niklas Henning spielte in seiner Jugend Fußball in der Juniorenabteilung von Djurgårdens IF. Das Skifahren erlernte er auf einer ehemaligen Müllkippe am Stadtrand von Stockholm. International in Erscheinung trat er erstmals bei den Juniorenweltmeisterschaften 1982. Im darauf folgenden Jahr gewann er seinen ersten von insgesamt acht schwedischen Meistertiteln. Die ersten Punkte in einem Weltcuprennen holte er am 10. Januar 1984 als 14. des Riesenslaloms von Adelboden. Wenige Wochen später fuhr er bei den Olympischen Winterspielen 1984 auf den 18. Platz im Riesenslalom.
In der Weltcupsaison 1984/85 konnte sich Henning nie in den Punkterängen klassieren, woraufhin er sich allmählich auf die schnellen Disziplinen zu spezialisieren begann. Am 15. Dezember 1985 erzielte er seine erste Podestplatzierung im Weltcup, als er in der Kombinationswertung, die aus der Abfahrt in Gröden und dem Riesenslalom in Alta Badia zusammengesetzt war, hinter Marc Girardelli den zweiten Platz belegte. Während der Saison 1985/86 kamen zwei weitere Top-10-Ergebnisse hinzu. Hingegen waren die Leistungen in den drei darauf folgenden Wintern mäßig. Das beste Ergebnis in diesem Zeitraum erzielte er als Zehnter der Kombination bei den Olympischen Winterspielen 1988.
Am erfolgreichsten war Henning in der Saison 1989/90. Am 10. Dezember 1989 gewann er völlig überraschend den Super-G von Val-d’Isère, vor Franck Piccard und Peter Runggaldier. In diesem Winter klassierte er sich weitere drei Mal unter den besten zehn. Weitere fünf Top-10-Ergebnisse kamen in der Saison 1990/91 hinzu. Sein letztes Weltcuprennen bestritt Henning im März 1992 in Panorama, wo er die Abfahrt als Zehnter beendete.

## Erfolge

### Olympische Spiele
- Sarajevo 1984: 18. Riesenslalom
- Calgary 1988: 10. Kombination, 30. Abfahrt

### Weltmeisterschaften
- Saalbach-Hinterglemm 1991: 15. Abfahrt

### Juniorenweltmeisterschaften
- Auron 1982: 25. Abfahrt

### Weltcup
- Saison 1989/90: 7. Super-G-Wertung
- 12 Platzierungen unter den besten zehn
- 2 Podestplätze, davon 1 Sieg:

| Datum             | Ort         | Land       | Disziplin |
| ----------------- | ----------- | ---------- | --------- |
| 10. Dezember 1989 | Val-d’Isère | Frankreich | Super-G   |

### Sonstiges
- 8 schwedische Meistertitel
  - Abfahrt: 1983, 1984, 1985, 1986, 1988, 1990, 1992
  - Super-G: 1990

## Quelle
- Internationales Sportarchiv 43/1990 (Munzinger-Archiv)